# Nicolas Tiangaye
Nicolas Tiangaye, né le 13 septembre 1956 à Bocaranga (Afrique-Équatoriale française), est un avocat et homme politique centrafricain.
Au cours des années 1980, Tiangaye assure notamment la défense de l'ex-empereur Jean-Bedel Bokassa et du général François Bozizé. Durant les années 1990, il fonde la Ligue centrafricaine des droits de l'homme et occupe le poste de bâtonnier de l'Ordre des avocats. En 2003, Tiangaye préside le Conseil national de transition (CNT) et prend part à l'élaboration de la Constitution. Il fonde la Convention républicaine pour le progrès social (CRPS) en 2008. L'avocat se présente sans succès aux élections législatives. En 2013, il est nommé Premier ministre par François Bozizé et occupe également les fonctions de Ministre des Finances. Confirmé par le président auto-proclamé Michel Djotodia après le renversement de Bozizé, Tiangaye démissionne le 10 janvier 2014.

## Biographie

### Jeunesse
Nicolas Tiangaye étudie le droit à Bangui, puis poursuit ses études en France à Orléans. Il est diplômé en 1980.

### Carrière d'avocat
Il se fait connaître en 1986 en assurant, avec Francis Szpiner, la défense de l'ex-empereur Jean-Bedel Bokassa. Il défend également le général François Bozizé, accusé d'avoir porté atteinte à la sûreté de l'État par le régime du général André Kolingba, mais acquitté par la Haute Cour de justice,. En 1996, il est l'avocat de Jean-Paul Akayesu, impliqué dans le génocide au Rwanda, celui-ci est jugé et reconnu coupable par le Tribunal pénal international pour le Rwanda (TPIR).
Nicolas Tiangaye fonde en 1991 la Ligue centrafricaine des droits de l'homme et en assure la présidence jusqu'en 2004. Il est durant quatre ans bâtonnier de l'Ordre des avocats de Centrafrique.

### Carrière politique
Nicolas Tiangaye entame une carrière politique durant les années 2000. Le président Ange-Félix Patassé lui propose de devenir son Premier ministre, mais l'avocat refuse le poste. Lorsque le général Bozizé renverse Patassé en 2003, Tiangaye devient président d'un parlement de transition, le Conseil national de transition (CNT) centrafricain. L'avocat participe à la rédaction de la Constitution de la République centrafricaine, adoptée en 2004,. 
En 2008, Tiangaye fonde un parti politique, la Convention républicaine pour le progrès social (CRPS). En 2005, puis 2011, l'avocat se présente aux élections législatives dans le 4e arrondissement de Bangui. Il est battu par deux fois. En 2011, le second tour des législatives est boycotté par l'opposition et Tiangaye est nommé coordonnateur du Front pour l'annulation et la reprise des élections (FARE).
Durant le conflit centrafricain de 2012-2013, le régime de François Bozizé est menacé par la Seleka. Le Président signe avec les rebelles le 11 janvier 2013 un accord de paix qui prévoit la mise en place d'un gouvernement d'union nationale dont le Premier ministre soit issu de l'opposition,,. Nicolas Tiangaye est nommé à ce poste le 17 janvier par le Président Bozizé et forme son gouvernement le mois suivant. Le 24 mars 2013, Bozizé est renversé par la rébellion, mais le Premier ministre est confirmé dans ses fonctions par le président auto-proclamé Michel Djotodia. Le 10 janvier 2014, Djotodia et Tiangaye annoncent leur démission lors d'un sommet extraordinaire de la communauté économique des États de l'Afrique centrale (CEEAC),.